# جيرارد ماكمانوس
جيرارد ماكمانوس (بالإنجليزية: Gerard McManus)‏ هو صحفي أسترالي، ولد في 28 يونيو 1960.